# Streblus dimepate
Streblus dimepate là một loài thực vật có hoa trong họ Moraceae. Loài này được (Bureau) C.C. Berg miêu tả khoa học đầu tiên năm 1988.